# Nusrat Fateh Ali Khan
Nusrat Fateh Ali Khan (urdu ‏نصرت فتح على خاں‎; ur. 13 października 1948 w Faisalabadzie, zm. 16 sierpnia 1997) – pakistański śpiewak, znany przede wszystkim jako wykonawca qawwali – religijnego śpiewu, który rozwinął się na gruncie sufizmu, mistycznego nurtu w islamie. Urodził się w Faisalabadzie w Pakistanie. Wywodził się z rodziny, której członkowie od wielu pokoleń specjalizowali się w qawwali.
Nusrat Fateh Ali Khan przyczynił się do rozwoju formy qawwali. Chociaż najprawdopodobniej nie był pierwszym, który tego próbował, spopularyzował łączenie techniki qawwali ze śpiewem khayal. W dużym uproszczeniu polega to na improwizacjach solowych w technice sargam: zamiast słów śpiewa się nazwy nut tworzących melodię, na podobnej zasadzie jak w zachodniej solmizacji. Próbował również łączyć muzykę qawwali z zachodnimi stylami, takimi jak techno. Współpracował między innymi z gitarzystą Michaelem Brookiem, co dało w efekcie dwa albumy: Mustt, Mustt (1990) oraz Night Song (1996). Na pierwszej z tych płyt zamieszczono także dance'owy remiks pieśni Mustt, Mustt przygotowany przez Massive Attack.
Artysta współpracował również z Peterem Gabrielem, czego efektem był między innymi album Passion z 1989, zawierający kompozycje stworzone do filmu Martina Scorsese Ostatnie kuszenie Chrystusa, obecność na płycie Passion – Sources oraz albumy wydawane przez wytwórnię Petera Gabriela Real World, m.in. Shahen-Shah, The Last Prophet i inne. W 1995 nawiązał współpracę z Eddie Vedderem i Davidem Robbinsem przy tworzeniu ścieżki dźwiękowej do filmu Przed egzekucją. Jedno z jego nagrań wykorzystał Trent Reznor, kompilując ścieżkę muzyczną do Urodzonych morderców.
Początkom jego kariery poświęcono pakistański film dokumentalny z 1997 pt. Nusrat Has Left the Building... But When?
Występował w zespole m.in. z bratem Farrukh Fateh Ali Khanem, który był wokalistą grającym na harmonium.
Po śmierci Nusrata w 1997 liderem zespołu został Farrukh, a obecnie bratanek, Rahat Fateh Ali Khan, który od dzieciństwa był przygotowywany do roli qawwala (wykonawcy qawwali). Zgodnie z tradycją, nauki przekazuje się najstarszemu synowi, jednakże Nusrat nie miał synów.
Na płycie Petera Gabriela Up z 2002 roku dziewiąty utwór Signal To Noise, przedostatni na krążku zawiera obszerną partię wokalną Nusrata Fateha Ali Khana. Utwór został ukończony już po śmierci Nusrata i uzupełniony poprzez nagrania pochodzące z koncertów. Podczas trasy koncertowej Petera Gabriela utwór był wykonywany z odtworzeniem partii Nusrata. Jest to rodzaj hołdu Petera Gabriela dla zmarłego muzyka.
W roku 2007 włoski producent Gaudi nagrał płytę Dub Qawwali, wydaną przez Six Degrees Records, na której śpiew Nusrata został przedstawiony w aranżacjach w stylu dub i reggae. Płyta ta uzyskała nominację do nagrody BBC World Music Award za 2008 w kategorii Club Global.